# 小行星5807
小行星5807（英語：5807 Mshatka）是一颗围绕太阳公转的小行星。1986年8月30日，柳德米拉·切爾尼赫在克里米亚发现了此天体。
这颗小行星的绝对星等为198.44458等。